# Djendel
Djendel è un comune dell'Algeria situato nella provincia di 'Ayn Defla ed è capoluogo dell'omonimo distretto.